# Guy Peters
Brainard Guy Peters (* 19. November 1944 in Hopewell, Virginia) ist ein US-amerikanischer Politikwissenschaftler und Hochschullehrer.

## Leben und Wirken
Guy Peters (meist führte er den Namen B. Guy Peters) studierte Politikwissenschaft an der University of Richmond und erwarb dort 1966 den Bachelorgrad. Sein Studium setzte er anschließend an der University of Michigan fort, wo er 1970 die Magisterprüfung ablegte und 1970 zum Ph.D. promovierte. Seine Tätigkeit als Hochschullehrer begann 1969 als wissenschaftlicher Assistent an der Emory University. Von 1974 bis 1978 hatte er dann eine außerordentliche Professur an der University of Delaware inne. Von 1978 bis 1983 lehrte er als Professor an der Tulane University. Seit 1984 obliegt ihm eine Professur an der University of Pittsburgh. Er nahm zahlreiche Gastprofessuren wahr, so von 2004 bis 2007 an der Universität Nordland im norwegischen Bodö und von 2009 bis 2015 an der Zeppelin-Universität in Friedrichshafen. 
Ehrendoktorwürden erhielt er von der Universität Vaasa (1998), der Universität Göteborg (1999), der Technischen Universität Tallinn (2013) und der Katholieke Universiteit Leuven (2015). 
In seinen zahlreichen Veröffentlichungen, zu denen Lehrbücher gehören, die mehrfach neu aufgelegt wurde, beschäftigt sich Peters vor allem mit vergleichender Regierungslehre, Öffentlicher Verwaltung und Bürokratie. Über "Public Administration" hat er umfangreiche Handbücher herausgegeben.

## Veröffentlichungen (Auswahl)
- (mit Richard Rose): Can government go bankrupt? Basic Books, New York 1978, ISBN 0-465-00834-8.
- The politics of bureaucracy. A comparative perspective. Longman, New York 1978, ISBN 0-582-28001-X (7. Aufl. Routledge, New York/London 2018, ISBN 978-0-415-74340-2).
- (mit Brian W. Hogwood): Policy dynamics. Wheatsheaf Books, Brighton 1983, ISBN 0-7108-0177-7.
- Comparing public bureaucracies. University of Alabama Press, Tuscaloosa, Ala. 1988, ISBN 0-8173-0384-7.
- The politics of taxation. A comparative perspective. Blackwell, Cambridge/Oxford 1991, ISBN 1-55786-210-9.
- European politics reconsidered. Holmes & Meier, New York 1991, ISBN 0-8419-1160-6.
- (Hrsg.): Advising West European governments. Inquiries, expertise and public policy. Edinburgh University Press, Edinburgh 1993, ISBN 0-7486-0357-3.
- (Hrsg.): Governance in a changing environment. McGill-Queen's University Press, Montreal 1995, ISBN 0-7735-1321-3.
- The future of governing. Four emerging models. University Press of Kansas, Lawrence, Kan. 1996, ISBN 0-7006-0793-5.
- Comparative politics. Theory and methods. New York University Press, New York 1998, ISBN 978-0-8147-6668-2 (2. Aufl. Macmillan, Houndmills 2000, ISBN 0-333-66018-8).
- (Hrsg.): Taking stock. Assessing public sector reforms. McGill-Queen's University Press, Montreal 1998, ISBN 0-7735-1743-X.
- (mit Tom Christensen): Structure, culture, and governance. A comparison of Norway and the United States. Rowman & Littlefield, Lanham, Md. 1999, ISBN 0-8476-9314-7.
- (mit Jon Pierre): Governance, politics and the state. Palgrave Macmillan, Basingstoke 2000, ISBN 0-333-71847-X.
- (Hrsg.): Governance in the twenty-first century. Revitalizing the public service. McGill-Queen's Univ. Press, Montreal 2000, ISBN 0-7735-2129-1.
- (Hrsg., mit Jon Pierre): Handbook of public administration. Sage, London 2003, ISBN 0-7619-7224-2.
- (mit Alan R. Ball): Modern politics and government. 7. Aufl. Palgrave Macmillan, Basingstoke 2005, ISBN 0-333-96160-9.
- (Hrsg.): Handbook of public policy. Sage, London 2006, ISBN 0-7619-4061-8.
- Strategies for comparative research in political science. Palgrave Macmillan, Basingstoke 2013, ISBN 978-0-230-22091-1.
- Institutional theory in political science. The "new institutionalism". 2. Aufl. Continuum, London 2007, ISBN 978-0-8264-7983-9.
- Advanced introduction to public policy. Elgar, Cheltenham 2015, ISBN 978-1-78195-577-2.
- (mit Jon Pierre): Comparative governance. Rediscovering the functional dimension of governing. Cambridge University Press, Cambridge 2016, ISBN 978-1-107-16379-9.
- American public policy. Promise and performance. 11. Aufl. Sage, Los Angeles u. a. 2019, ISBN 978-1-5063-9958-4.
- (Hrsg.): Handbook of research methods and applications in comparative policy analysis. Elgar, Cheltenham 2020, ISBN 978-1-78811-118-8.
- Health policy in the United States. Policy Press, Bristol 2024, ISBN 978-1-4473-5775-9.